# Idioma íbero
El íbero o ibérico fue una lengua paleohispánica (o familia de lenguas) hablada por los íberos en toda la costa mediterránea peninsular. Su extensión iría desde el río Hérault en Francia al norte hasta no más al sur de Porcuna, en Jaén.
Algunos investigadores como Javier de Hoz consideraban al ibérico una lengua franca que se había extendido gracias al comercio, espoleado por el contacto con los griegos focenses, mientras que otros investigadores consideran al ibérico la lengua materna de un grupo culturalmente heterogéneo.

## Aspectos históricos, sociales y culturales

### Distribución geográfica
Los pueblos íberos se extendieron a lo largo de la costa mediterránea de la península ibérica.
Hacia el norte, incluiría el sur de Francia hasta el río Hérault. Se han encontrado importantes restos de escritos en Ensérune, entre Narbona y Béziers en Francia, en un oppidum en el que se mezclan elementos íberos y celtas.
Hacia el sur, el límite estaría en Porcuna, en Jaén, en la que se han encontrado algunas magníficas esculturas de jinetes íberos.
Hacia el interior es incierta la extensión exacta. Parece ser que en el valle del Ebro hubo una expansión de la cultura hacia el interior, llegando hasta Salduie (Zaragoza) pero no más allá.
De los pueblos prerromanos, se cree que eran de lengua íbera los siguientes: ausetanos (Vic, Gerona), ilergetes (Lérida y Huesca hasta los Pirineos), indigetes (costa de Gerona), layetanos (Barcelona), cossetanos (Tarragona), ilercavones/ilergavones (Castellón y Tarragona), edetanos (Valencia, Castellón y Teruel), contestanos (Valencia, Elche, Cartagena y Albacete), bastetanos (Granada, Almería, Murcia y Albacete) y oretanos (Jaén, Ciudad Real y Albacete). Los túrdulos y turdetanos se consideran habitualmente hablantes del tartesio.

### Hipótesis principales sobre su origen
El ibérico está considerado habitualmente un idioma aislado. No obstante, tras constatar las diversas afinidades existentes con la lengua vasca y la aquitana, muchos investigadores han propuesto que tales afinidades se justificarían por algún tipo de parentesco, siendo conocida esta teoría como vascoiberismo. Pero también hay muchos otros investigadores que creen que esas afinidades no provienen necesariamente de una relación de parentesco, puesto que las afinidades fonológicas podrían ser debidas a fenómenos de área lingüística entre idiomas que comparten un mismo territorio, mientras que las afinidades de léxico y onomásticas podrían ser debidas al préstamo lingüístico.
Recientemente la arqueogenética ha mostrado que la ascendencia de los pueblos de la antigua Hispania es similar a la de los europeos de la costa norte del Mediterráneo. Al igual que en la mayor parte del resto de Europa meridional, el principal origen ancestral de estos pueblos son primeros agricultores europeos que llegaron durante el Neolítico. El gran predominio del haplogrupo R1b del cromosoma Y, común en toda Europa occidental, es también testimonio de una importante aportación de varias oleadas de pastores esteparios occidentales (predominantemente varones) que se originaron en la estepa póntico-cáspica durante la Edad del Bronce. De hecho, la herencia genética de los habitantes modernos de la península procede en gran medida de los habitantes prerromanos de la Península Ibérica, que fueron profundamente romanizados tras la conquista de la región por los antiguos romanos. Eso sugiere que el origen de los íberos y de su lengua podría remontarse a los primeros grupos agrícolas que poblaron el sur y centro de Europa procedentes de la península anatolia y que habrían protagonizado una colonización demográfica asociada a la agricultura y también habrían usado rutas marítimas.

#### Hipótesis norteafricana
Esta hipótesis propone que la cultura ibérica procede del norte de África. Estuvo en boga a mediados del siglo XX, pero actualmente no tiene muchos defensores. Desde el punto de vista lingüístico, Antonio Tovar relacionó el idioma ibérico con las lenguas bereberes. También Adolf Schulten que había colaborado con Tovar defendió esta idea.

#### Hipótesis contestana
Esta hipótesis considera que la diversidad cultural de los pueblos íberos, estimada a partir de datos arqueológicos, debería traducirse también en una diversidad lingüística. Así pues, se postula que la lengua íbera sería en su origen solo la propia de los íberos contestanos (y quizás también de los edetanos, oretanos y bastetanos), que se habrían convertido en los intermediarios privilegiados del comercio con los griegos, y que se habría convertido en la lengua franca del comercio de todos los pueblos que se identifican como íberos. La presencia de antropónimos de filiación desconocida en textos ibéricos de C. Valenciana (Castellón), Aragón, Cataluña y del sur de Francia serían la prueba de la existencia de otras lenguas en estas zonas.

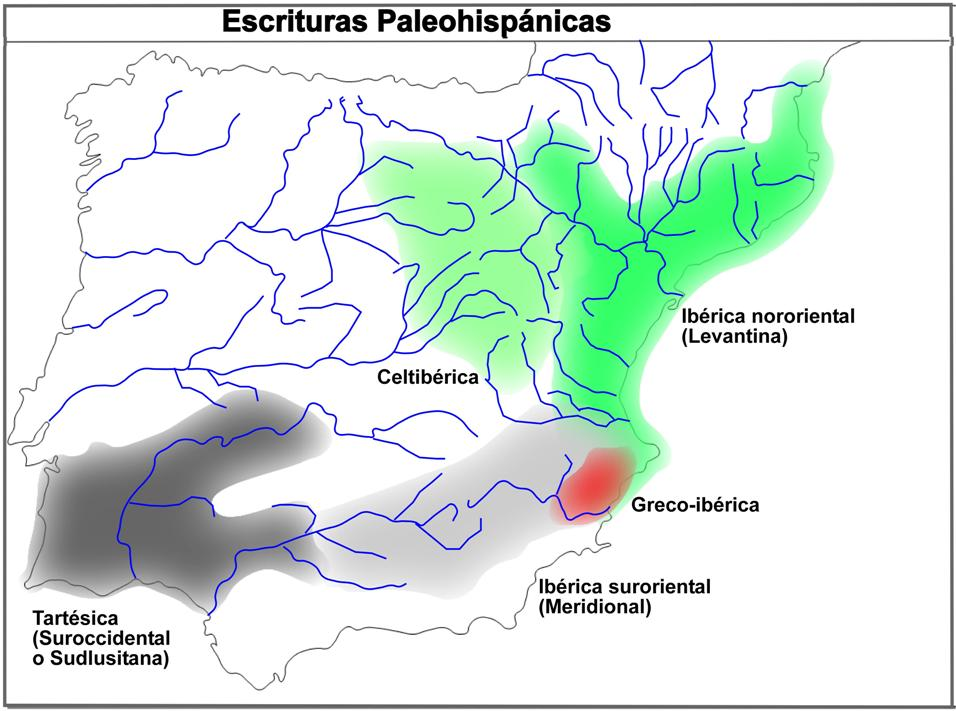
Las escrituras ibéricas en el contexto de las escrituras paleohispánicas.

#### Hipótesis pirenaica
Esta hipótesis considera que la afinidad entre el ibérico y el aquitano debería traducirse en una proximidad real de su lugar de origen, por lo que postula la existencia de un grupo lingüístico pirenaico producto de la coexistencia milenaria de los grupos humanos de la zona. De las hablas occidentales de este grupo pirenaico procedería la lengua aquitana en la vertiente septentrional y la vasca en su vertiente meridional. La lengua íbera sería fruto de la evolución de las hablas orientales de este grupo, que se habría expandido de norte a sur desde el Pirineo oriental o sus estribaciones hacia el mediodía.

#### Hipótesis de los Campos de Urnas
Esta hipótesis considera que el parentesco entre los idiomas ibérico, vasco y aquitano debería traducirse en términos históricos y culturales en algún factor común que justificaría la expansión de esta familia lingüística en un amplio territorio en pocos siglos. Así pues, se postula que esta familia de idiomas procedería de una capa demográficamente invasiva que formaría parte de la cultura de Campos de Urnas, puesto que en la península ibérica el área de difusión de esta cultura coincide básicamente con el territorio de difusión del ibérico. Sin embargo, análisis arqueogenéticos recientes sugieren que la cultura de los Campos de Urnas podrían estar asociados a pueblos con haplogrupos similares a los de otros pueblos europeos

#### Hipótesis indigética
Según otra teoría, la lengua ibérica tendría su origen en el norte de la actual Cataluña, donde se documentan las inscripciones ibéricas más antiguas (Ullastret), y su expansión en dirección norte sur se habría producido mediante movimientos de población amplios en tiempos no muy anteriores a los primeros documentos escritos, quizás en el s. vi a. C., puesto que la lengua íbera aparece homogénea en los textos conocidos, mientras que si se hubiera establecido con mayor antigüedad (ss xi / x aC por ejemplo) su dialectalización debería ser evidente. La presencia de elementos no interpretables como antropónimos ibéricos entre las inscripciones de esta zona no se considera estadísticamente significativa, siendo los antropónimos ibéricos muy frecuentes incluso entre las inscripciones más antiguas.

## Escritura

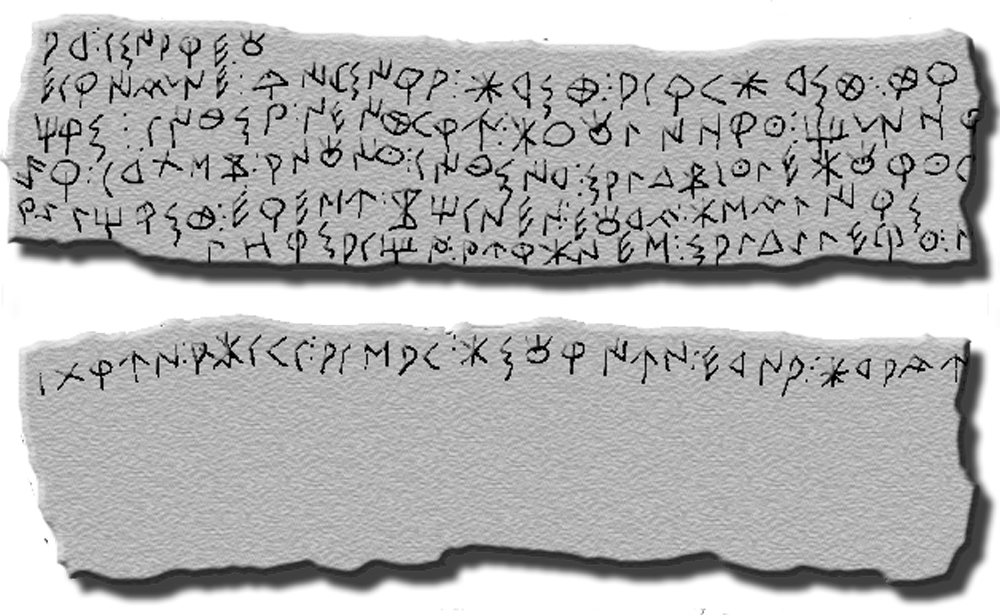
Plomo de Ullastret en Signario íbero nororiental dual

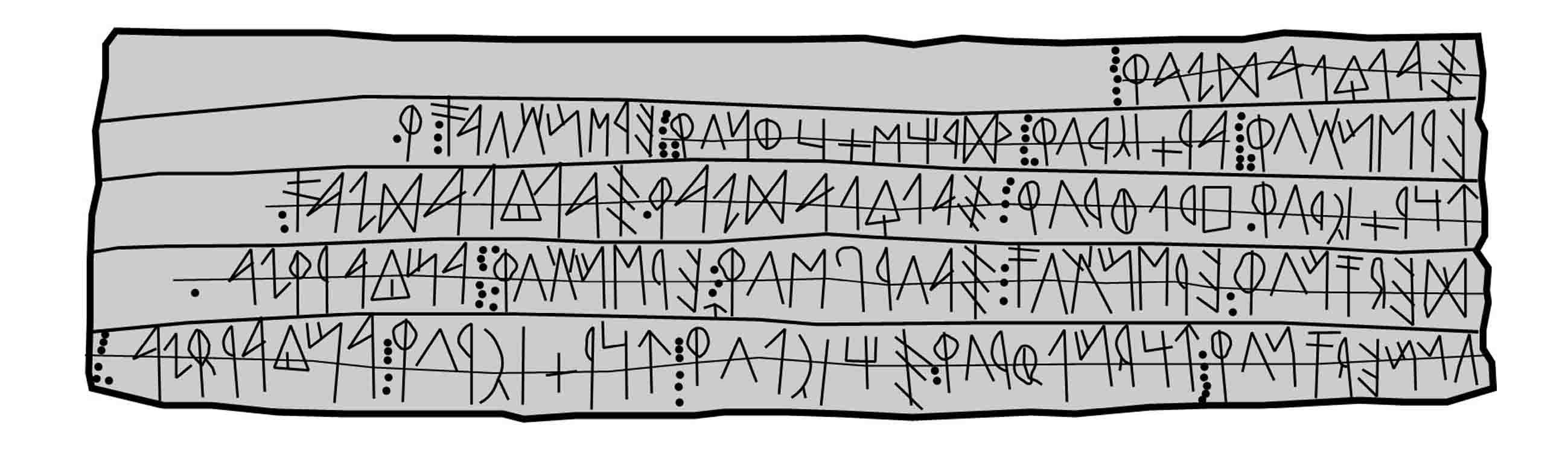
Cara A del plomo I de La Bastida (Mogente) en Signario íbero suroriental.

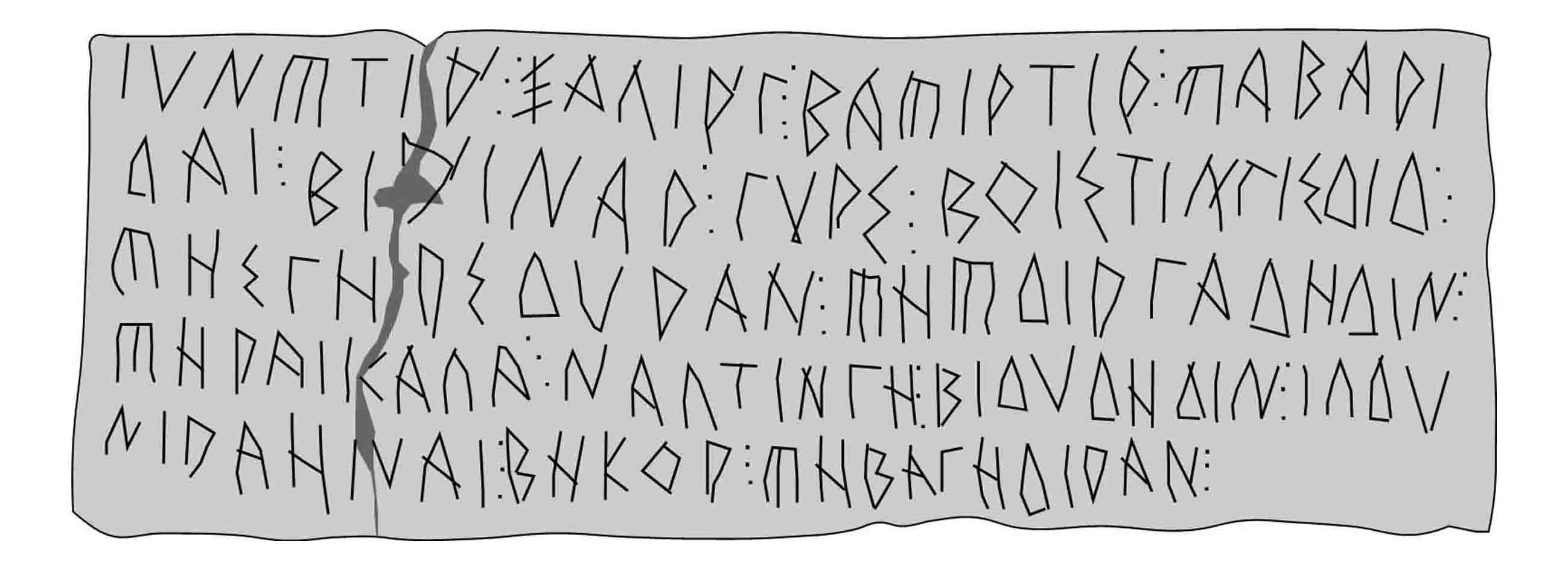
Cara B del plomo de la Serreta (Alcoy) en Alfabeto greco-ibérico.

Los íberos (o iberos) utilizaron tres escrituras diferentes para representar su idioma. Los contextos arqueológicos más antiguos las sitúan a finales del s. v a. C., mientras que las más modernas son de finales del s. i a. C. o quizás de principios del s. i d. C.
- signario íbero nororiental
  - Variante dual
  - Variante no-dual
- signario íbero suroriental
- alfabeto greco-ibérico

Además, existen dos textos en escritura latina de ibericidad no segura.

### Signario íbero nororiental
También conocido como levantino o simplemente íbero por ser con diferencia el signario íbero más usado. Esta escritura presenta signos con valor silábico, para las oclusivas, y signos con valor alfabético, para el resto de consonantes y vocales. Su desciframiento, culminado el 1922 por Manuel Gómez-Moreno, es prácticamente total. Del signario íbero nororiental se conocen dos variantes: la variante dual permite diferenciar los silabogramas oclusivos dentales y velares sordos de los sonoros con un trazo añadido de forma que la forma simple representa a la sonora y la forma compleja a la sorda. Este signario fue adaptado por los celtíberos para escribir su lengua.

### Signario íbero suroriental
También conocido como meridional. Este signario también presenta signos con valor silábico, para las oclusivas, y signos con valor alfabético, para el resto de consonantes y vocales, pero se diferencia del signario íbero nororiental, tanto por la forma de los signos como por el valor que los signos representan. El signario íbero suroriental es muy similar al signario tartesio que podría ser su antecedente. Su desciframiento aún no se puede dar por cerrado, puesto que no hay consenso entre los diferentes investigadores que han realizado propuestas concretas.

### Alfabeto greco-ibérico
El alfabeto greco-ibérico es una adaptación casi directa de un alfabeto griego jónico a las particularidades del ibérico.

## Descripción lingüística

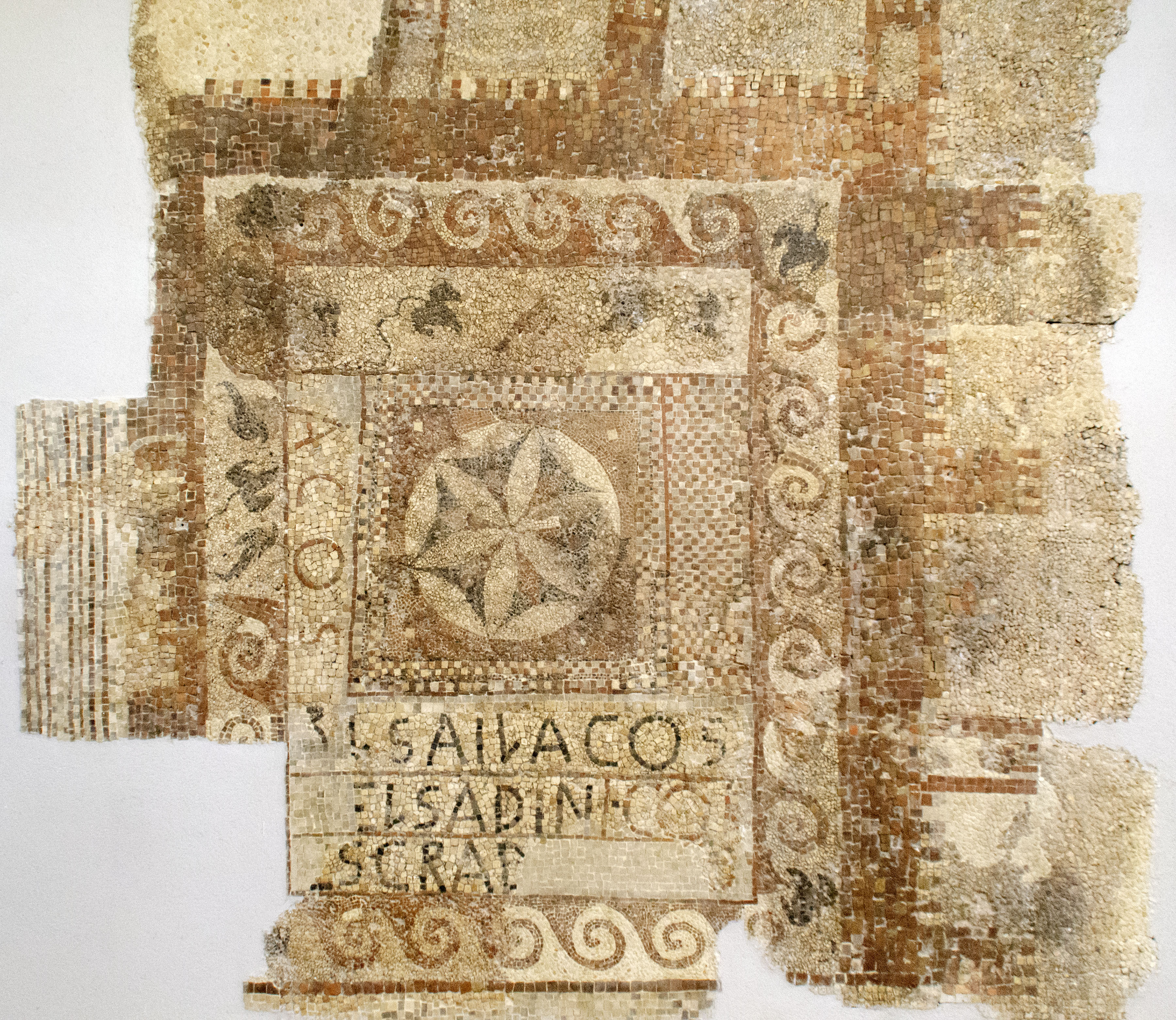
Mosaico encontrado en La Alcudia, datado en los siglos II-I a. C. El texto usa caracteres latinos aunque está redactado en lengua ibera.

### Fonología y fonética

#### Vocales y diptongos
Posee cinco vocales, iguales que las del español o el vasco: /a, e, i, o, u/, siendo /a/ e /i/ las más frecuentes y /o/ y /u/ las menos. Aunque se han señalado indicios de que la escritura indicara una vocal nasal (signo ḿ), se considera que podría ser un alófono. No parece que hubiera diferencias de longitud en el timbre si se juzga a partir de las transcripciones griegas, si bien es llamativo el que para la /e/ íbera en greco-ibérico se use la letra eta (/eː/) pero no la breve epsilon.
|               | Anteriores    | Central    | Posteriores |
| no redondeada | no redondeada | redondeada |             |
| ------------- | ------------- | ---------- | ----------- |
| Cerrada       | i [i]         |            | u [u]       |
| Media         | e [e]         |            | o [o]       |
| Abierta       |               | a [a]      |             |

Parece que los diptongos serían decrecientes con vocal+vocal cerrada, atestiguándose los en [aj] śaitabi, saetabis, [ej] neitin, neitinbeles y [aw] lauŕ-, lavrbeles. Untermann observa que el grupo [ui] solo se encuentra en primera sílaba.

#### Semiconsonantes
Solo se ha localizado la posibilidad de la [j] en palabras como aiun- o iunstir y de [w], aunque esta solo en préstamos, como por ejemplo en diuiś del galo divix. Se ha puesto en duda que realmente existieran en íbero a excepción de los préstamos.

#### Consonantes
|             |             | Labial | Dental | Alveolar | Velar |
| ----------- | ----------- | ------ | ------ | -------- | ----- |
| Nasal       | Nasal       | m [m]  |        | n [n]    |       |
| Oclusiva    | Oclusiva    | [b]    | [d~t]  |          | [g~k] |
| Sibilante 1 | Sibilante 1 |        |        | s        |       |
| Sibilante 2 | Sibilante 2 |        |        | ś        |       |
| Lateral     | Lateral     |        |        | l [l]    |       |
| Rótica      | Simple      |        |        | r [ɾ]    |       |
| Rótica      | Múltiple    |        |        | ŕ [r]    |       |

Vibrantes
En ibérico hay dos vibrantes, r y ŕ, pero no hay unanimidad entre los investigadores sobre cual sería la oposición que las distinguiría. Correa (1994) ha propuesto la hipótesis de que ŕ sería la simple /ɾ/ (como en coral) y r la múltiple /r/ (como en corral). Posteriormente se ha propuesto que pudiera ser una fricativa uvular  o una vibrante retrofleja, pero el propio Ballester (2005) ha abandonado su teoría, optando por invertir los valores propuestos por Correa por lo que el signo r sería la simple (/ɾ/) y el signo ŕ la múltiple (/r/). Las vibrantes ibéricas nunca aparecen a principio de palabra, al igual que en euskera.
Sibilantes
Existen dos, s y ś. La distinción entre ambas no está clara: para Ballester (2001) sería s, mientras que ś sería una sibilante palatal; mientras que Rodríguez Ramos (2004) considera esta la alveolar, mientras que s sería una africada dental /ts/ o palatalizada (similar a la /tʃ/ del castellano), en lo que coincide con la observación hecha por Correa de que según las adaptaciones de nombres galos en textos íberos ś sería una sibilante fricativa alveolar, mientras que s su correspondiente africada. Cabe señalar que el vasco también tiene dos sibilantes alveolares: s apico-alveolar (/s̺/) y z lamino-alveolar (/s̻/), que podrían corresponder a s y ś.
Laterales
Solo existe la l que normalmente se interpreta como una /l/; es extremadamente rara en posición final y parece que su distribución es complementaria en ocasiones con ŕ (así aŕikal-er / aŕikaŕ-bi).
Nasales
La n corresponde al español /n/.
El signo m aparece rara vez y nunca en posición inicial. Velaza lanza la hipótesis de que se puede tratar de una variante de /n/ y lo apoya con el ejemplo iumstir/iunstir. José A. Correa avanza la posibilidad de que se trate de una nasal geminada o fuerte. Mientras que Rodríguez Ramos apunta la idea de que sea una variante de /n/ en los casos en que ha nasalizado la vocal anterior.
Existe una cierta polémica sobre el valor de la letra ḿ. Se cree que es algún tipo de nasal, pero no existe seguridad sobre el valor exacto. Siles, Silgo, Velaza y otros han propuesto el valor /na/ basándose en equivalencias con textos escritos en alfabeto griego. Así existen las equivalencias en los sufijos -ḿi / -nai (como en bantui-(e)n-ḿi / leiśtikeŕ-ar-ḿi / sakaŕiskeŕ-ar-nai) y en los elementos onomásticos -ḿbar- / -nabar-. Por otra parte esta teoría se contradice con la transcripción de ḿbar-beleś en latín como vmarbeles. José A. Correa propone que la letra se realizaba como una nasal labializada, aunque no tenga claro que el signo se pronunciara siempre de la misma forma. Rodríguez Ramos considera seguro que se trata de una vocal nasal, producida por nasalización progresiva (así /na/ > /nã/, escritos tanto na, nḿ o ḿ).
Oclusivas
Existen cinco.
|        | sorda | sonora |
| velar  | /k/   | /g/    |
| dental | /t/   | /d/    |
| labial |       | /b/    |

La evidencia indica la inexistencia del fonema /p/. No se documenta en los textos escritos en alfabeto griego, ni en las inscripciones íberas del sistema dual, encontrándose solo en nombres indígenas en inscripciones latinas, donde parece que solo es una variante alofónica de /b/ condicionada por su entorno.
Se han señalado indicios de que el fonema /b/ al menos en ocasiones habría sido pronunciado de forma similar a /w/ (lo que explicaría la escasísima frecuencia del signo bu), así como que podría tener pronunciaciones nasalizadas /m/.
No hay trazas de oclusivas aspiradas ni geminadas.

#### Acentuación
Existen solo hipótesis sobre la acentuación en íbero. Las dos hipótesis presentadas, parten de suponer que tenía una acentuación fija y no libre.
Luis Silgo Gauche defiende una lengua mayoritariamente paroxítona, basándose principalmente en la pérdida de vocal débil en beleś a bels y la comparación con el complejo aquitano-vasco y el testimonio romance.
Xaverio Ballester propone una lengua con acento demarcativo, más bien fijo y más bien final (oxítono) basándose principalmente en universales lingüísticos y en adaptaciones griegas y latinas de topónimos y antropónimos íberos.

### Morfología
La morfología ibérica es de tipo aglutinante, puesto que se identifican con cierta facilidad sufijos postpuestos a los elementos que con mayor facilidad se dejan identificar, los antropónimos. Los mejor conocidos son los siguientes:
-a/-eaplicado a antropónimos parece marcar el dativo.
-araplicado a antropónimos parece marcarlo como poseedor (una especie de genitivo) o bien indicar procedencia o distinción honorífica (varón, noble).
-engenitivo/procedencia con uso posesivo, similar o idéntico a -ar.
-iaplicado a antropónimos parece marcar el acusativo.
-kaplicado a ciertos nombres parece marcar el plural.
-kaparece indicar o la persona de la que se recoge algo o a la que se le va a entregar algo (de Hoz). La evidencia es mayormente favorable para la segunda opción, actuando así como una especie de dativo/repartitivo/distributivo.
-ḿi/-ńisuele recibir la designación aséptica de partícula posesiva, pero se mantienen abiertas múltiples interpretaciones (desinencia de genitivo, verbo copulativo como es o soy, morfema deíctico/demostrativo o incluso pronombre personal: yo, ello).
-sk-en/-k-enaplicado a nombres de tribu o de ciudad en las inscripciones de las monedas parece poder interpretarse como un genitivo plural (así iltiŕke-sk-en sería de los iltiŕkeskos / ilergetes, auśe-sk-en de los auśeskos / ausetanos, etc.).
-tetiene un valor de sujeto agente y de ablativo/locativo (Untermann).

### Léxico
A continuación, se indican algunas de las hipótesis de significado propuestas para términos ibéricos:

#### Sustantivos
abinerquizás fuera el equivalente ibérico al latín servvs, esclavo (Untermann 1997), si el paralelismo entre dos sellos de producción, uno ibérico y otro latino, presentes en el mismo mortero fuera perfecto, aunque no es la única posibilidad.
aŕs / arstérmino que aparece asociado a algunos topónimos, como bilbiliaŕs, razón por la cual se ha considerado la posibilidad que pudiera significar ciudad (de Hoz 1995) o quizás castillo (Rodríguez Ramos 2001). Se ha relacionado con el vasco ertzi, "recinto cerrado" y etxe, casa (Rodríguez Ramos 2001).
batirse ha propuesto que designara algún cargo o título (de Hoz 1985), puesto que aparece de forma repetitiva asociado a antropónimos en el plomo de Palamós.
baitespodría ser un apelativo que identifique a los antropónimos que acompaña, quizás testigo de acuerdo con paralelos de textos comerciales griegos, puesto que aparece asociado a antropónimos en láminas de plomo que plausiblemente contienen textos comerciales.
eban / tebantérmino casi exclusivo de las inscripciones funerarias asociado a los antropónimos que aparecen en ellas. Para algunos investigadores sería el equivalente del latín filivs, hijo (Bähr 1947), hipótesis ampliada por Velaza (1994), para el que además teban significaría hija. Para otros sería un verbo equivalente al latín coeravit, se encargó (Untermann 1986).
iltiŕ / iltur / iltuntérminos frecuentes en topónimos, como iltiŕta o ilturo, razón por la cual se interpretan con el significado de ciudad (de Hoz 1983) interpretación que podría tener el apoyo del origen del nombre de Pamplona según las fuentes antiguas: pompaelo, ciudad de Pompeyo. También se han puesto en relación con el vasco hiri/uri (forma antigua ili) ciudad, comunidad.
seltar, seldar, sildartérmino exclusivo de las estelas funerarias, razón por la cual se le atribuye habitualmente el significado de tumba (Antonio Beltrán 1950, Tovar 1954). Se pone en relación con el vasco zilo o zulo fosa < *zild- (cfr. zulogile sepulturero). También se ha propuesto el de monumento o estela (Rodríguez Ramos 2005).
śalirtérmino muy frecuente en monedas de plata, razón por la cual se le atribuye el significado de plata (Gómez-Moreno 1945), valor o moneda (Tovar 1954), quizás una unidad de cuenta similar a denario o dracma (Silgo 1994). Se ha puesto en relación con el vasco zilhar; plata (Gómez-Moreno 1945) o mejor sari < *sali(r); pago, precio (Michelena 1979).

#### Verbos
aŕetake / aŕe teike / aŕe tekifórmula presente en inscripciones funerarias que podría ser el equivalente ibérico de la fórmula latina heic est sitvs / hic sitvs est, aquí está (Hübner s. xix) si una inscripción bilingüe de Tarragona muy fragmentada fuera un bilingüe perfecto.
biteŕokan / biteŕoke / iteŕokan / iteŕoke / teŕokan / teŕoke (y variantes)término muy frecuente en láminas de plomo que se suele interpretar como forma verbal por su complejidad morfológica. En algunos casos aparece asociado a cifras y al término śalir por lo que se ha propuesto que fuese un verbo del tipo dar, recibir o exigir (Quintanilla 2005).
eban /teban / ebanentérmino casi exclusivo de las inscripciones funerarias asociado a los antropónimos que aparecen en ellas. Para algunos investigadores sería el equivalente del latín coeravit, se encargó (Untermann 1986) identificando al que hizo construir el monumento, hipótesis que podría tener el apoyo de un bilingüe muy fragmentado de Sagunto. Se le ha comparado con el verbo vasco ibeni, poner. Para otros investigadores sería un substantivo que indicaría la filiación (Bähr 1947; Velaza 1994).
ekiar / tekiar / ekiensu presencia asociada a antropónimos en objetos de producción local en inscripciones realizadas en el proceso de producción del objeto ha llevado a pensar que fuera el equivalente ibérico del latín fecit, quizás un verbo o un substantivo verbal con el significado hizo, hecho por o obra de. Se le ha comparado con el verbo vasco egin, hacer (Pío Beltrán 1942).
iunstir / iuśtir (y variantes)término muy frecuente en soportes muy variados, especialmente en láminas de plomo donde suele aparecer encabezando el texto asociado a neitin. Esta circunstancia ha llevado a pensar que fuera algún tipo de fórmula de saludo (de Hoz 1983) similar al griego χαιρε (jaíre) o al latín salve. También se ha propuesto que signifique dar (Rodríguez Ramos 2005) o que tuviera una función similar a los verbos latinos licet y oportet (Untermann 1986), aunque sin necesidad de que fuera un verbo. También se ha propuesto que fuera un teónimo (Silgo 1994).

#### Numerales
El año 2005 Eduardo Orduña publicó un estudio en el que interpretaba algunos compuestos ibéricos como numerales, tanto por su parecido con numerales vascos, como por los datos contextuales. Este estudio ha sido expandido enFerrer i Jané (2007) yFerrer i Jané (2009) de acuerdo con los vocablos presentes en monedas que indican su valor y con nuevos argumentos combinatorios y contextuales. La relación de numerales es la siguiente:
| Ibérico                             | Significado ibérico | Protovasco                                                                  | Vasco actual y significado   |
| ----------------------------------- | ------------------- | --------------------------------------------------------------------------- | ---------------------------- |
| erder / erdi-                       | "mitad / medio"     | *erdi / préstamo que dio *derti                                             | erdi "mitad / medio"         |
| ban                                 | " un / uno"         | *badV / *bade? / *bat / *ba-da                                              | bat "un / uno"               |
| bi / bin                            | un numeral          | *biga / *gon-i                                                              | bi (antiguo biga) "dos"      |
| irur / kilu                         | un numeral          | *hirur / *hiru / *her-(b)bur                                                | hiru(r) "tres"               |
| laur                                | un numeral          | *laur / *lau / *la-bur                                                      | lau(r) cuatro"               |
| borste / bors                       | un numeral          | *bortz / *borc - *bośt / *bor-tz                                            | bost (antiguo bortz) "cinco" |
| śei                                 | un numeral          | *sei / *sen-i (En realidad podría tratarse de un préstamo desde el romance) | sei "seis"                   |
| sisbi                               | un numeral?         | *bortzaz-bi / *bor-z-az-bi                                                  | zazpi "siete"                |
| sorse                               | un numeral?         | *zur-hor-tz-i                                                               | zortzi "ocho"                |
| abaŕ / baŕ                          | un numeral          | *hamar / *hama / *han-bor                                                   | hamar "diez"                 |
| oŕkei (en realidad sería solo oŕke) | un numeral          | *hogei / *bor-gen-i                                                         | hogei "veinte"               |
| atun                                | un numeral?         | *e-non                                                                      | ehun "100"                   |

Las bases de esta teoría se entienden mejor si se comparan algunos de los compuestos ibéricos con números complejos en vasco (los puntos indican límites de morfemas y no son escritos normalmente en vasco):
| Compuesto ibérico                                                                      | Compuesto vasco    | Significado en vasco | Análisis en vasco |
| -------------------------------------------------------------------------------------- | ------------------ | -------------------- | ----------------- |
| abaŕ-ke-bi                                                                             | hama.bi            | "doce"               | "10-2"            |
| abaŕ-ke-borste                                                                         | hama.bost          | "quince"             | "10-5"            |
| abaŕ-śei                                                                               | hama.sei           | "dieciséis"          | "10-6"            |
| oŕke(i)-irur (que también se podría segmentar como oŕke-irur[ y leerse como oŕkeiaua[) | hogei.ta.hiru      | "veintitrés"         | "20 y 3"          |
| oŕkei-ke-laur (que también podría ser orke-ike-laur)                                   | hogei.ta.lau       | "veinticuatro"       | "20 y 4"          |
| oŕkei-abaŕ (que también podría ser orke-iabaŕ)                                         | hogei.ta.(ha)mar   | "treinta"            | "20 y 10"         |
| oŕkei-(a)baŕ-ban (que también podría ser oŕke-ibaŕ-ban)                                | hogei.ta.(ha)maika | "treinta y uno"      | "20 y 11"         |

En un principio Orduña no reclamaba que la relación fuera una prueba de parentesco genético entre ibérico y vasco, sino consecuencia de un préstamo del ibérico al vasco, pero ahora (Orduña, 2011) sostiene que la hipótesis más económica para explicar las coincidencias entre el sistema de numerales ibérico y el sistema de numerales vasco es la del parentesco genético. Por su parte, Ferrer considera que los parecidos detectados podrían ser debidos tanto al parentesco como al préstamo, aunque indica que el préstamo de todo el sistema de numerales es un hecho infrecuente.Lakarra (2010) ha rechazado ambas hipótesis: préstamo o relación genética. 
Los argumentos de Lakarra se centran prácticamente en exclusiva en el campo de la gramática histórica vasca, pero también argumenta, siguiendo la hipótesis deHoz (1993), que el préstamo ya resultaba inverosímil, debido a la extensión limitada y remota del territorio en el sureste de España, donde según esta hipótesis el ibérico se hablaba como primer idioma.Lakarra (2010) argumenta con datos y razonamientos de lingüística histórica comparada y fonética histórica, que no es cierto que la hipótesis de Orduña y Ferrer i Jané se ajusten totalmente a las reconstrucciones de Mitchelena. Mientras que argumenta, desde la nueva lingüística histórica y los avances de la fonética histórica -que han sido ya muchos desde los tiempos de Mitchelena- que la reconstrucción de los números es bastante diferente en la mayoría de los casos y esta no soporta en nada las hipótesis de Orduña y Ferrer i Jané.Hoz (2011) considera plausibles los argumentos internos contextuales y combinatorios que permitirían considerar numerales determinadas formas ibéricas. De hecho, en cuanto a los valores concretos, considera válida la equivalencia de ibérico ban con 'uno' y de erder con 'mitad', de acuerdo con las indicaciones léxicas de valor de las monedas, mientras que el resto de equivalencias propuestas no pasarían de hipótesis de trabajo. 
Respecto de la equivalencia entre los posibles numerales ibéricos y los numerales vascos, está de acuerdo conLakarra (2010) en que las formas documentadas en ibérico no encajan con las formas reconstruidas en protovasco. Finalmente, considera que la mayor dificultad para aceptar esta hipótesis es paradójicamente su extensión y carácter sistemático, ya que de ser correcta conllevaría un parentesco cercano entre ibérico y vasco, lo que debería permitir identificar otros subsistemas tan claros como este, subsistemas que ningún investigador con argumentos lingüísticos razonables ha sido capaz de identificar.Orduña Aznar (2011) insiste en que los elementos ibéricos propuestos como numerales no solo son similares a los numerales vascos, sino que se combinan como numerales y aparecen en contextos en los que son esperables numerales, argumentos queHoz (2011) no rebate, ni tampocoLakarra (2010). En cuanto a la hipótesis del ibérico como lengua vehicular de De Hoz, Orduña remarca su carácter hipotético, pese a que Lakarra la presenta como un hecho establecido. Los problemas de esta hipótesis han sido recogidos enFerrer i Jané (2013). 
Respecto de las dificultades fonéticas indicadas por Lakarra, Orduña argumenta que sus propuestas son compatibles con el protovasco de Michelena que es al que por cronología y por seguridad debe atenerse un iberista, mientras que la hipótesis de reconstrucción interna de Lakarra tiene una cronología imprecisa y un grado de seguridad mucho menor.Villar (2014) constata que las coincidencias entre los numerales ibéricos y los numerales vascos son del mismo orden que las documentadas entre las lenguas indoeuropeas y consecuentemente defiende que la única hipótesis sostenible en este momento es la del parentesco lingüístico entre ibérico y vasco. Villar considera también que si la reconstrucción del protovasco propuesta enLakarra (2010) resulta incompatible con la evidencia derivada de los numerales, es necesario corregir la reconstrucción, puesto que como toda reconstrucción es hipotética y perfectible.

#### Antropónimos

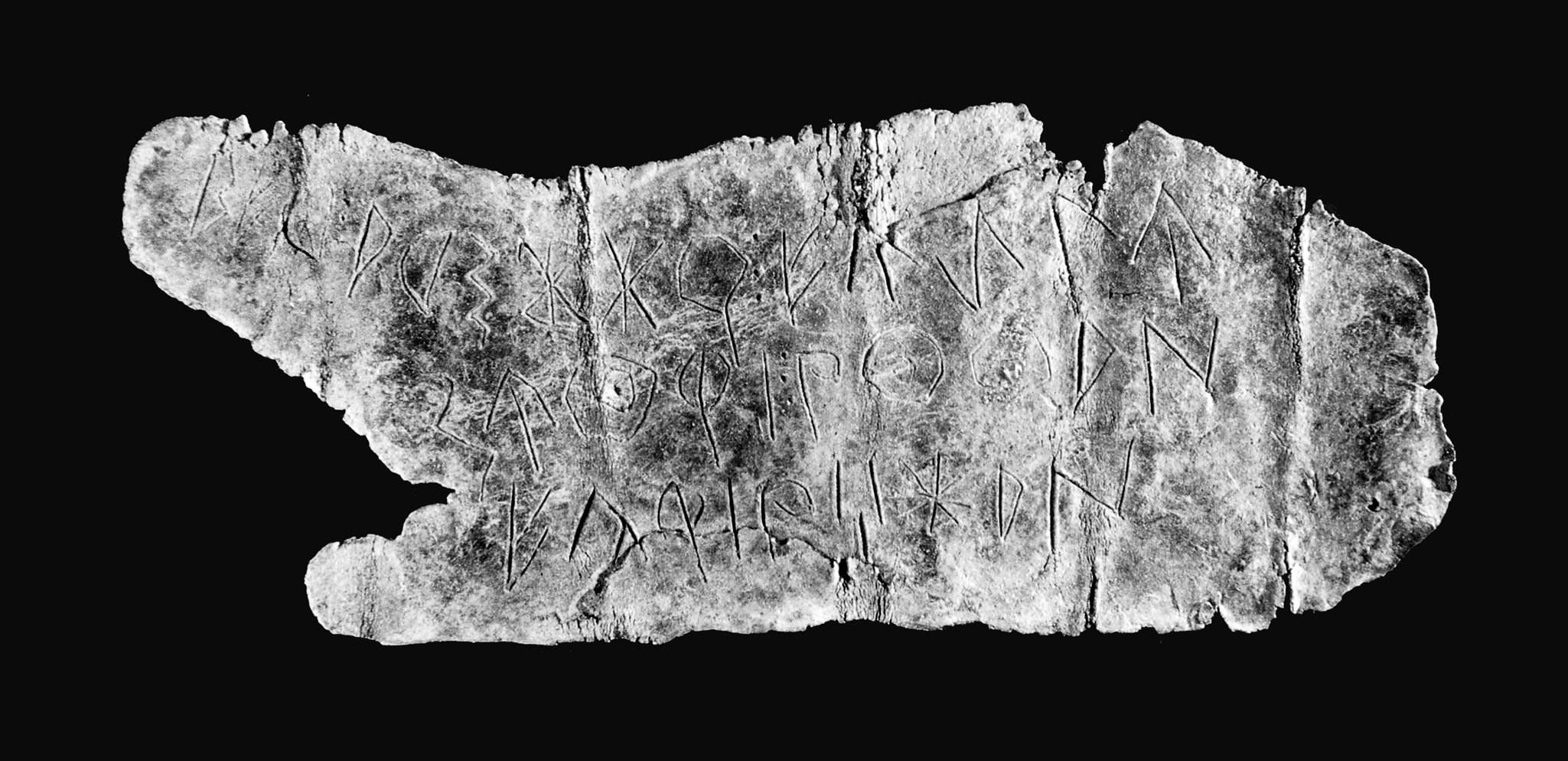
Plomo ibérico escrito del Castellet de Bernabe.

Gracias a la inscripción latina del bronce de Ascoli, que incluye un listado de jinetes íberos enrolados como tropas auxiliares romanas que recibieron la ciudadanía por méritos de guerra, se ha podido desentrañar la forma de los antropónimos íbericos (de hecho, este conocimiento coadyuvó al desciframiento de la escritura ibérica). Los nombres íberos suelen formarse por dos elementos intercambiables, normalmente formados por dos sílabas, que se escriben juntos. Por ejemplo, un elemento como "iltiŕ" se puede encontrar en los siguientes nombres: iltiŕ-aŕker, iltiŕ-baś, iltiŕ-tikeŕ, turs-iltiŕ, baise-iltiŕ o bekon-iltiŕ. Este descubrimiento fue un paso de gigante, ya que a partir de ese momento se pudo indicar con cierta seguridad los nombre de persona en los textos.
No obstante, la relación de componentes onomásticos de los antropónimos ibéricos varía en función de cada investigador. La relación básica procede deUntermann (1990) que fue recientemente actualizada porRodríguez Ramos (2002), datos complementarios y criterios alternativos se pueden ancontrar enFaria (2007a) yFaria (2007b). Algunos de los elementos que son interpretados como componentes onomásticos son: 

abaŕ, adin (Viseradin, atin-bels > Adimels, atin- kibas > Adingibas, Adinildir, bels-atin > Belsadin, isker-atin > Escradin, taneg-adin > Tannegadinia),  aibe, aile, ain (aini-beles > Aenibelis), aitu, aiun, aker, albe, aloŕ, an, anaŕ, aŕbi, aŕki, aŕs, asai, aster, atun, aunin, auŕ, austin, bais (bais-isker > Baesiscer(is)), balaŕ, balke (balke-atin > Balciadin, balke-bilos > Balcibilos), bartaś, baś, basto (Bastugitas, Bastobler), bekon, belauŕ, beleś / bels (bels-sosin, bels-atin > Belsadin), bene, beŕ, beri, beŕon, betan, betin, bikir, bilos (*sosin-bilos > Sosimilos, *bilos-taker > Bilistage, *bilos-tibas > Bilustibas), bin, bir, bitu, biuŕ, bolai, boneś, boŕ, bos, botón, boutin, ekes, ekaŕ, eler, ena (Enasagin), esto, eten, eter, iar, iaun, ibeś, ibeis, ike, ikoŕ, ildiŕ ( Adinildir, Erdoildir), ildur (*ildur-tibas > Illurtibas), inde (inte-beles > Indibilis), iskeŕ (isker-atin > Escradin, bais-isker-is > Baesisceris, tanek-isker > Tannegiscer), istan, iunstir, iur, kaisur, kakeŕ, kaltuŕ, kani, kaŕes, kaŕko, katu, keŕe, kibaś, kine, kitaŕ / kitas (Bastugitas), kon, koŕo, koŕś, kuleś, kurtar, lako, lauŕ, leis, lor, lusban, nalbe, neitin, neŕse, nes, niś, nios, oŕtin, sakaŕ, sakin (Enasagin), saltu, śani (Sanibelser), śar, seken, selki, sike, sili, sine, sir, situ, soket, sor, sosin (*sosin-bilos > Sosimilos, Sosinalos), suise, taker, talsku, tan, taneg (taneg-isker > Tannegiscer, Tannegadinia, Tannegaldunis), taŕ, tarban, taŕtin, taś, tautin, teita, tekeŕ, tibaś, tikeŕ, tikirs, tikis, tileis, tolor, tuitui, tumar, tuŕś, turkir, tortin, ulti, unin, uŕke, ustain, ḿbaŕ (*umbar-beles > Umarbeles, *umbar-ildur > Umarillum), nḿkei.

En algunos casos se puede encontrar un nombre simple, con un solo elemento o seguidos por un sufijo: BELES, AGER-DO y BIVR-NO en el bronce de Áscoli, neitin en Ullastret y lauŕ-to, bartas-ko o śani-ko en otros textos ibéricos. Más raramente, se ha señalado la presencia de un infijo entre los dos elementos, que puede ser -i-, -ke- o -bo- (así Untermann ejemplifica oto-iltiŕ frente a oto-ke-iltiŕ o con AEN-I-BELES). También señala Untermann que en raros casos se encuentra un elemento is- u o- prefijando al antropónimo (is-betartiker; o-tikiŕtekeŕ; O-ASAI).
En los elementos que forman los nombres ibéricos es común encontrar patrones de variación: así eter/eten/ete con las mismas variaciones que iltur/iltun/iltu; kere/keres como lako/lakos ; o alos/alor/alo como bikis/bikir/biki).
En otras ocasiones lo que se encuentran son asimilaciones producidas por el contacto de consonantes en el límite de compuesto. Así, en las inscripciones latinas se pone de manifiesto que en este contexto n+b se pronunciaban /m/ (ADIMELS o SOSIMILVS equivalen a *adin-bels o *sosin-bilus). Opcionalmente, también una ŕ desaparece ante n o l (*biuŕ+lakos aparece como biulakos; *biuŕ+nius como biunius; *sakaŕ+laku como sakalaku). Algunos de los nombres del Bronce de Ascoli recuerdan llamativamente a nombres conocidos en vasco como ENNEGES / ENNEKES (Segiensis) (CIL VI, 37045) relacionable con Eneko o el castellano Íñigo < *énneko.
Los nombres femeninos siguen en parte el sistema de los masculinos como en ASTERDVMAR, SILLIBOR o VRCHATETEL, con lo que en parte se hace imposible saber si el nombre de una inscripción es masculino o femenino. Sin embargo, parece que los elementos -eton (como en BILESTON) y -aun- o -iaun- con sufijo -in (como en GALDVRIAVNIN, VNIAVNIN o ankonaunin) pordrían ser marcadores de nombres femeninos. Untermann ha propuesto que un sufijo -in sea marca de nombre de mujer (analizando, p. ej. aiun-in), pero últimamente se ha puesto en duda la validez de esta propuesta.

## Interpretaciones de textos concretos

### Textos simples
Los textos más fácilmente interpretables son los textos breves sobre cerámicas de valor o monumentos funerarios en los que aparece un antropónimo seguido de alguno de los sufijos más habituales (ar, en y ḿi) y que unánimemente se consideran marcas de propiedad:
- Aŕgitibaś-ar
- Ibeśor-en
- Etesike-ḿi
- Alosoŕdin-ar-ḿi
- Ustainabaŕ-ar-ban
- Iltiŕbikis-en seltar ḿi

En el último ejemplo, el elemento seltar, propio de las inscripciones sepulcrales, sería el objeto poseído: la "tumba de Iltirbikis".

### El arquitrabe bilingüe de Sagunto
Esta inscripción contiene dos líneas fragmentadas de texto, la primera en latín y la segunda en íbero:
| M.F]ABIVS.M.L.ISIDORVS.COERAV[IT |
| ]itoŕ . tebanen . otar . koroto[ |

La interpretación del texto latino no presenta dificultades:
| [M(arcvs) F]abivs M(arci) l(ibertvs) Isidorvs coerav[it]                 |
| "Marco Fabio Isidoro, liberto de Marco, se encargó (de la construcción)" |

Esta es la inscripción en la que Untermann se basa para proponer que eban y sus variantes (teban, ebanen, tebanen) sean los equivalentes al verbo latino curavit («se encargó») típico indicativo de la acción de quien ha hecho o financiado un monumento, puesto que presupone que se trata de un bilingüe perfecto en el que ambos textos serían idénticos. Los defensores de la hipótesis que eban y sus variantes sean el indicador de filiación consideran que ambos textos son independientes.

### Las estelas de Baetulo (Badalona)
Estas dos estelas aparecieron una al lado de la otra reutilizadas en una alcantarilla de la ciudad romana:
| ḿlbebiuŕ-           | -ar-ḿi   |
| Nalbebiur           | gen?dat? |
| De o para Nalbebiur |          |

| bantui-                             | -(e)n-ḿi | ḿlbebiuŕ  | eban- | -en  |
| Bantui                              | gen?dat? | Nalbebiur | hijo  | gen? |
| De o para Bantui, hijo de Nalbebiur |          |           |       |      |

A partir de ellas, suponiendo que corresponden a las tumbas de un padre y su hijo y que la del hijo es posterior a la del padre, Velaza (2001) indica la posibilidad de que los nombres de persona ibéricos inicialmente no indicasen la filiación y que su uso fuera resultado de la romanización. Esta interpretación presupone que eban significa "hijo", hipótesis no compartida por otros investigadores

### La placa de Ampurias (La Escala)
Esta inscripción fue hallada muy fragmentada en el relleno de un silo en Ampurias. Su lectura es:
| [---]lakerkes[---] | [---]ŕtabir · | s++[---] | [---]e | auśes · [---] |

Y ha sido interpretada por Velaza (2001) como:
| lakerkes                                            | [ke]ŕtabir · | s++[---] | e(ban) | auśes · [---]    |
| Lakerkes                                            | [Ke]rtabir · | S++[---] | hijo   | Ausetano · [---] |
| Lakerkes Kertabir, hijo de S[---], de los Ausetanos |              |          |        |                  |

De forma que se trataría de una inscripción con nomen, cognomen, filiación y origo, al estilo romano. Esta interpretación presupone que eban significa "hijo", hipótesis no compartida por otros investigadores.

### Los sellos del taller de bilake / FL(ACCVS)
Estos sellos aparecen simultáneamente en dos morteros, uno de La Caridad (Caminreal) y otro de La Corona (Fuentes de Ebro) y se interpretan como la marca de fábrica:
| FL · ATILI L · S           |
| bilake aiunatinen · abiner |

La interpretación de la inscripción latina, una vez resueltas las abreviaturas, es:
| FL(ACCVS?) ATILI L(VCI) S(ERVVS) |
| Flaco esclavo de Lucio Atilio    |

A pesar de la posible restitución de la abreviatura FL como FLAVVS, se acepta en general que el bilake del sello ibérico es la forma iberizada de FLACVS del sello latino. Para algunos investigadores (Untermann 1997; Rodríguez Ramos 2005) el paralelismo entre ambos sellos sería total, por lo que aiunatin (con el sufijo -en, interpretado como marca de genitivo) debería ser el cognomen de Lucio Atilio un indígena romanizado y abiner sería el equivalente del latín servus "esclavo". No obstante, para otros investigadores (Velaza 1996, Miguel Beltrán 2003) el contenido de cada sello sería independiente.

### Los mosaicos de La Caridad (Caminreal) y de Andelos (Mendigorría)

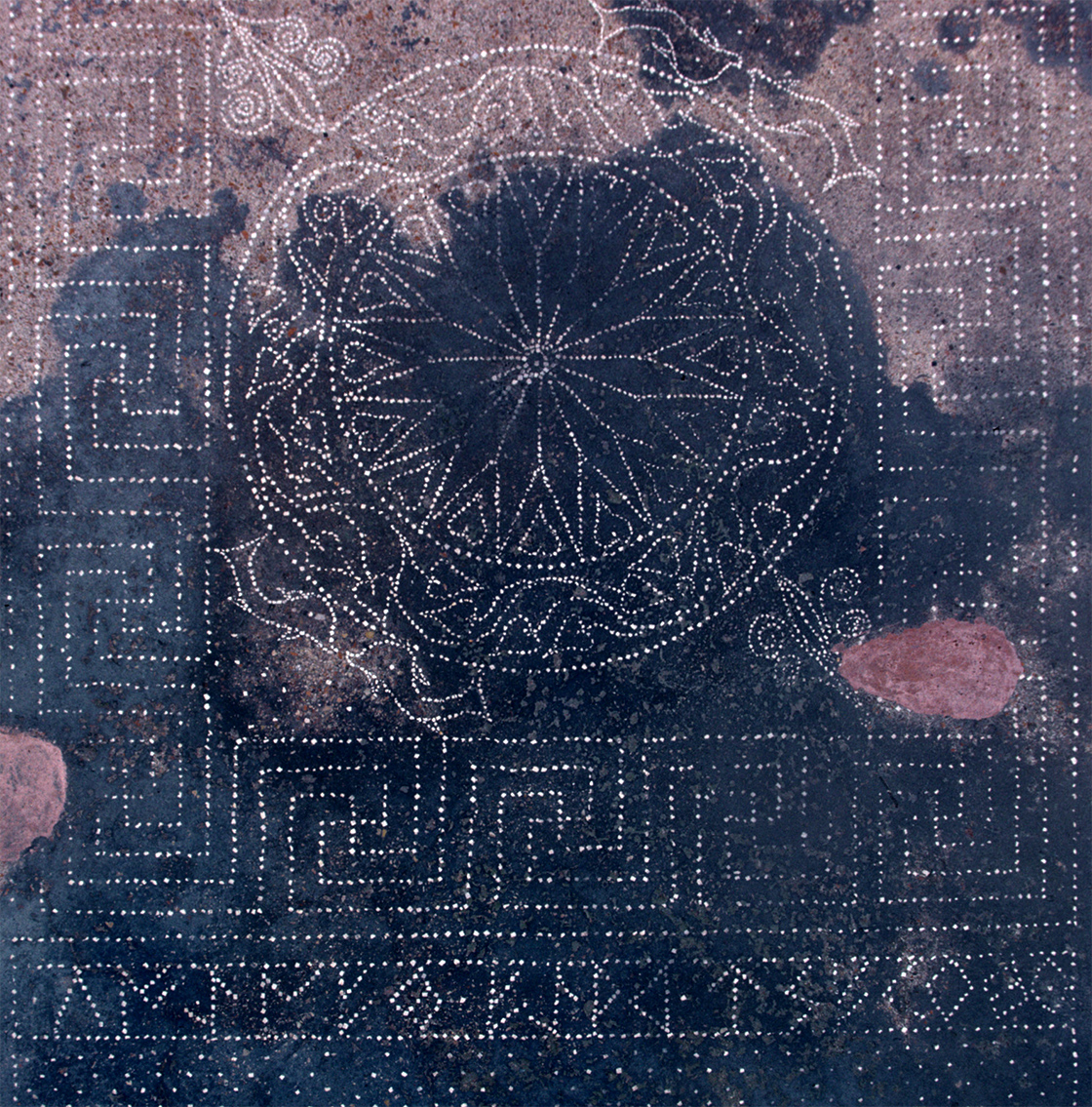
· · likinete ekiar usekeŕteku

Existe un par de inscripciones sobre las que se ha escrito mucho. Se trata de un par de mosaicos de hacia el 100 a. C. que indican, tal como era habitual en el mundo antiguo, la marca de fábrica del mismo:
| likine-te ekiar usekeŕte-ku        |
| likine abuloŕaune ekien bilbiliaŕs |

En estos mosaicos hay algunas palabras claras:
likinecorresponde al nombre celtibérico Likinos
abulocorresponde al nombre celtibérico Abulu
bilbilies la ciudad de Bílbilis (Calatayud)
usekertees la ciudad de Ossicerda
-tees el sufijo de agente
ekiar/ekienson formas del verbo "hacer"
aŕscon un sentido como "ciudad", "castillo"
Hay una cierta unanimidad en que ambas inscripciones indican que son obra de Likinos y en la mención a las ciudades (que podrían indicar su procedencia o la sede de su taller). Menos clara es la interpretación de abulo-ŕaune. Para Untermann sería (Likinos) "en compañía de Abulo", indicando que Abulo era un colaborador. Para Rodríguez likine abuloŕaune sería una adaptación completa de una fórmula onomástica celtibérica "Likinos Abulos launi" con un sentido del tipo "Likinos el esclavo de Abulo". Sin embargo su interpretación del término launi en celtibérico (frecuente en el  tercer bronce de Botorrita) no es la más admitida, pues se le suele proponer una traducción "esposa".

## Ejemplos de Inscripciones

### Plomo de La Punta d'Orleyl (La Vall d'Uixó)
Este texto, como la mayoría de los escritas en signario ibérico nororiental no muestra la distinción entre sordas y sonoras (k/g, t/d).

iŕe : bototaś : bitebakiŕśbane : baŕenḿliki : antinḿlitutuŕane : aŕikaŕ : sekeniusu :

atilebeiun : lauŕiskeŕkate : banḿliŕbaituŕane : kaisanḿliŕbaituŕa : neitailiniŕe :

kutur : biteŕoketetine : eŕatiaŕe : kokor : tauebaŕtiate : aŕikaŕbinḿlikise :

iunstirlaku : bototaśeai : selkeaibartuneai : unibeikeai : aneŕai : unibeikeai :

iunstirlaku : uskeike : bototiki : keietisiatense : uśtalarikaune : banḿiŕeśu[-]lu :

bitiŕokebetense : uskeaneŕlati

### Plomo del Puig de Sant Andreu (Ullastret)
En algunas inscripciones escritas en signario ibérico nororiental, como en el caso de este plomo, sí que se encuentran algunas indicaciones de la distinción (en el "sistema dual") en donde se distinguen te/de, ti/di, to/do, tu/du, ka/ga, ke/ge, ki/gi y ko/go.

ar : basiaŕebe: ebaŕiKame : TuiKesiŕa : borsTe : abaŕGeborsTe : Teŕ[

Diŕs : baiDesbi : neiTeGeŕu : boŕbelioŕku : Timoŕ[

Kiŕ : bartaśKo : anbeiku : baiDesir : salDuKo : kulebobeŕkuGe[

biGilDiŕsTe : eŕeśu : KoDibanen : eberGa : bośKaliŕs

loŕsa : baTibi : biuŕboneś : salDuGileŕku : Gi[

### Plomo de La Serreta (Alcoy)
En cambio, en las inscripciones escritas en alfabeto greco-ibérico al estar escritas en una adaptación del alfabeto griego, la distinción entre sordas y sonoras es clara. Al tratarse de un alfabeto y no de un semisilabario, es posible observar casos de oclusivas en posición final (sin vocal que las siga) que en los textos en signario ibérico nororiental o en signario ibérico suroriental quedan ocultos.

iŕike : orti : gaŕokan : dadula : baśkbuiśtiner : bagaŕok : SSSXC : tuŕlbailuŕa :

leguśegik : baseŕokeiunbaida : uŕke : basbidiŕbartin : iŕike : baseŕokar : tebind :

belagaśikauŕ : isbinai : asgandis : tagisgaŕok : binikebin : śalir : kidei : gaibigait 

sakaŕiskeŕarnai :